# Garrulax cineraceus
Garrulax cineraceus е вид птица от семейство Leiothrichidae.

## Разпространение
Видът е разпространен в Индия, Китай и Мианмар.